# Zalužani
Zalužani su naseljeno mjesto u sastavu Grada Banje Luke, Republika Srpska, BiH.

## Geografski položaj
Smješteni su na lijevoj obali Vrbasa, u sjevernom dijelu gradskog područja Banja Luka, na granici s gradom Laktaši. Kroz Zalužane prolaze važne prometnice: cesta Banja Luka-Bosanska Gradiška i željeznička pruga koja povezuje Banju Luku i Prijedor. Mjesnoj zajednici Zalužani, pored istoimenog naseljenog mjesta (sela), pripadaju još i naselja Kuljani i Priječani i dio naseljenog mjesta Banja Luka, odn. Zalužani - istoimeni gradski kvart.

## Stanovništvo
| Zalužani           |              |              |              |
| godina popisa      | 1991.        | 1981.        | 1971.        |
| Hrvati             | 518 (92,33%) | 581 (93,40%) | 389 (98,23%) |
| Srbi               | 17 (3,03%)   | 13 (2,09%)   | 5 (1,26%)    |
| Muslimani          | 1 (0,17%)    | 1 (0,16%)    | 0            |
| Jugoslaveni        | 10 (1,78%)   | 18 (2,89%)   | 0            |
| ostali i nepoznato | 15 (2,67%)   | 9 (1,44%)    | 2 (0,50%)    |
| ukupno             | 561          | 622          | 396          |

## Vanjske poveznice
- Satelitska snimka[neaktivna poveznica]